# FSR (autofabrikant)
Fabryka Samochodów Rolniczych (afgekort FSR) was een  Poolse autofabrikant, gevestigd in Poznań. FSR was oorspronkelijk producent van landbouwmachines. In 1973 begon de productie van kleine vrachtauto's onder de merknaam Tarpan.
In 1993 sloot FSR een overeenkomst met Volkswagen AG en begon in Poznań de productie van de Volkswagen Transporter, in 1994 gevolgd door de Škoda Favorit pick-up en later de Škoda Felicia pick-up. In 1996 werd het bedrijf omgedoopt tot Volkswagen Poznań en hield FSR op te bestaan. Daarmee eindigde ook de productie van de Tarpan.
Daewoo Motor Polska kocht in 1996 een licentie en delen van de onderneming en zette de productie van de Honker voort zonder de naam Tarpan verder te gebruiken.

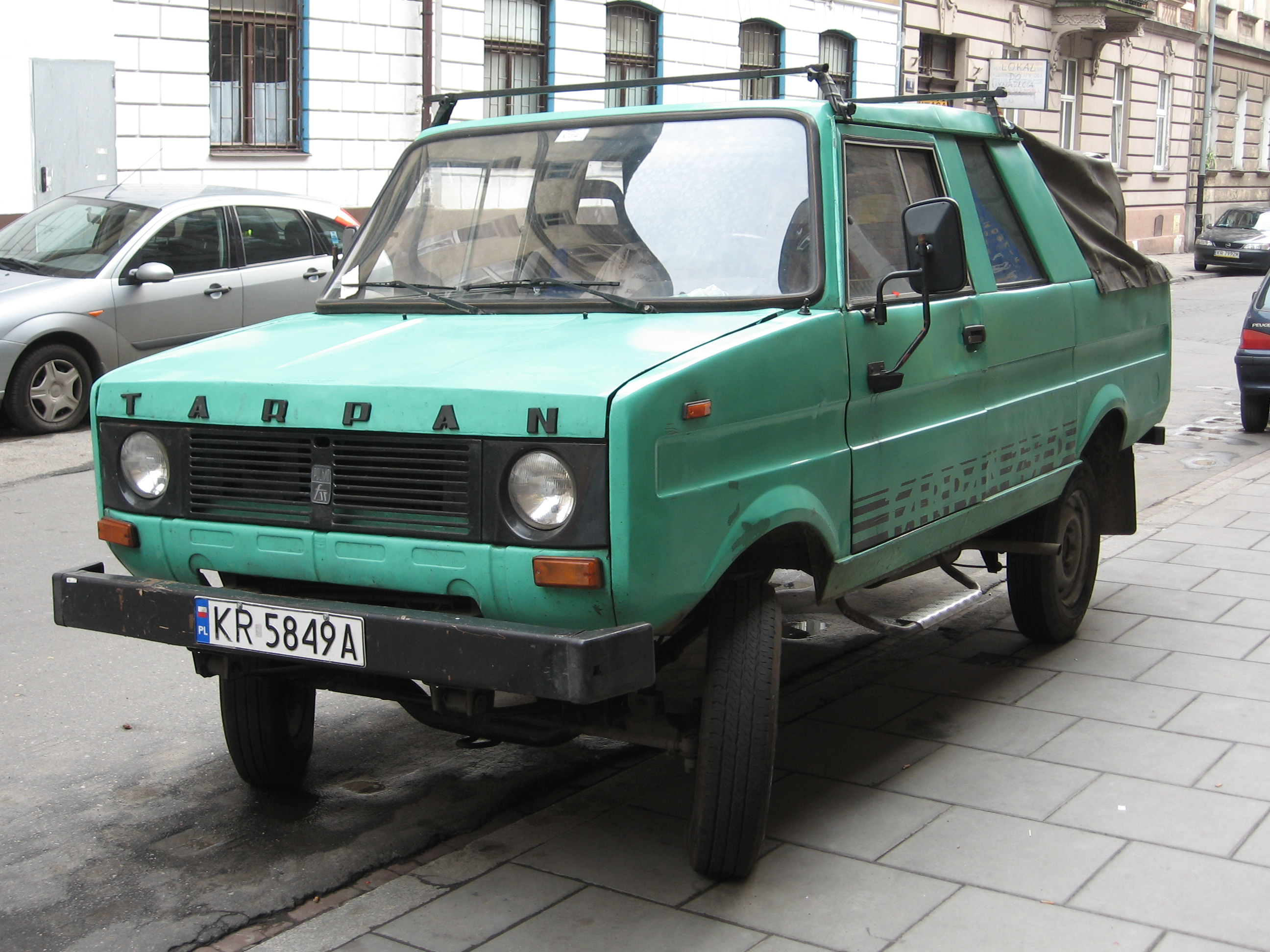
Tarpan 237 D
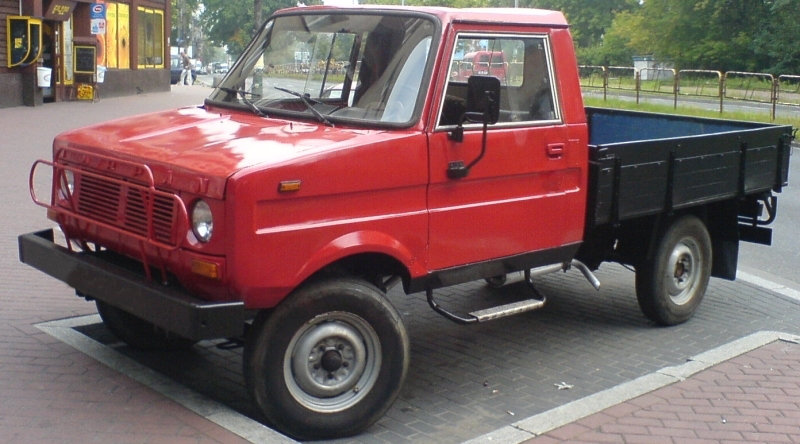
Tarpan 239 D
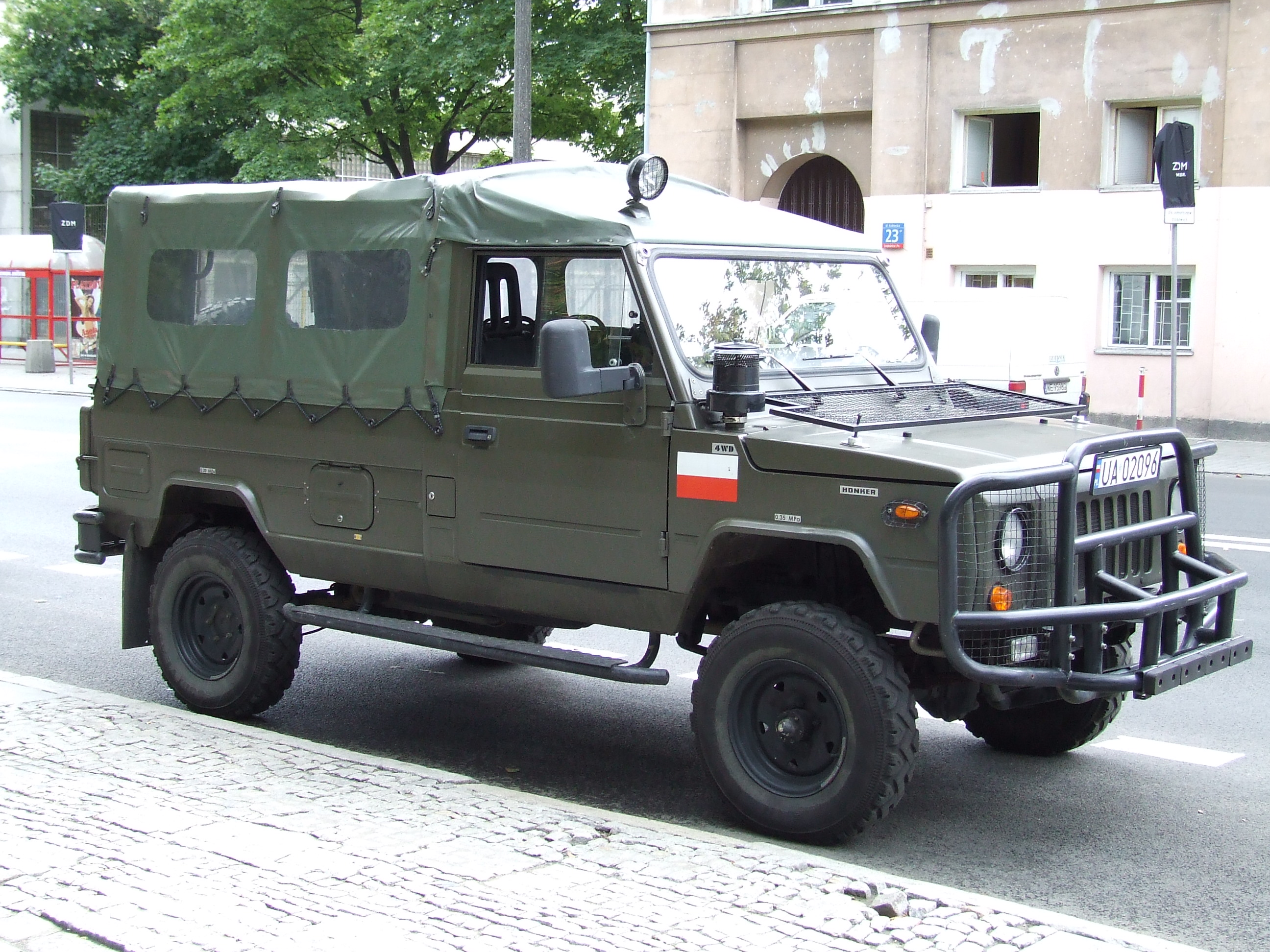
Tarpan Honker
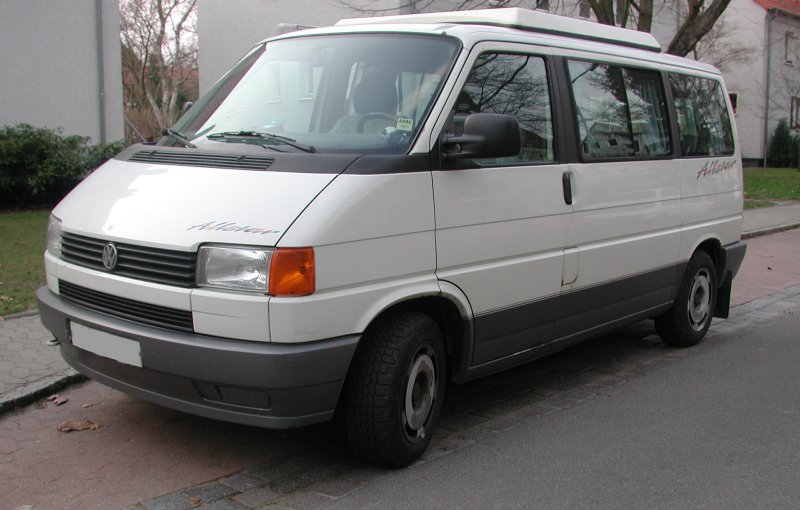
Volkswagen Transporter
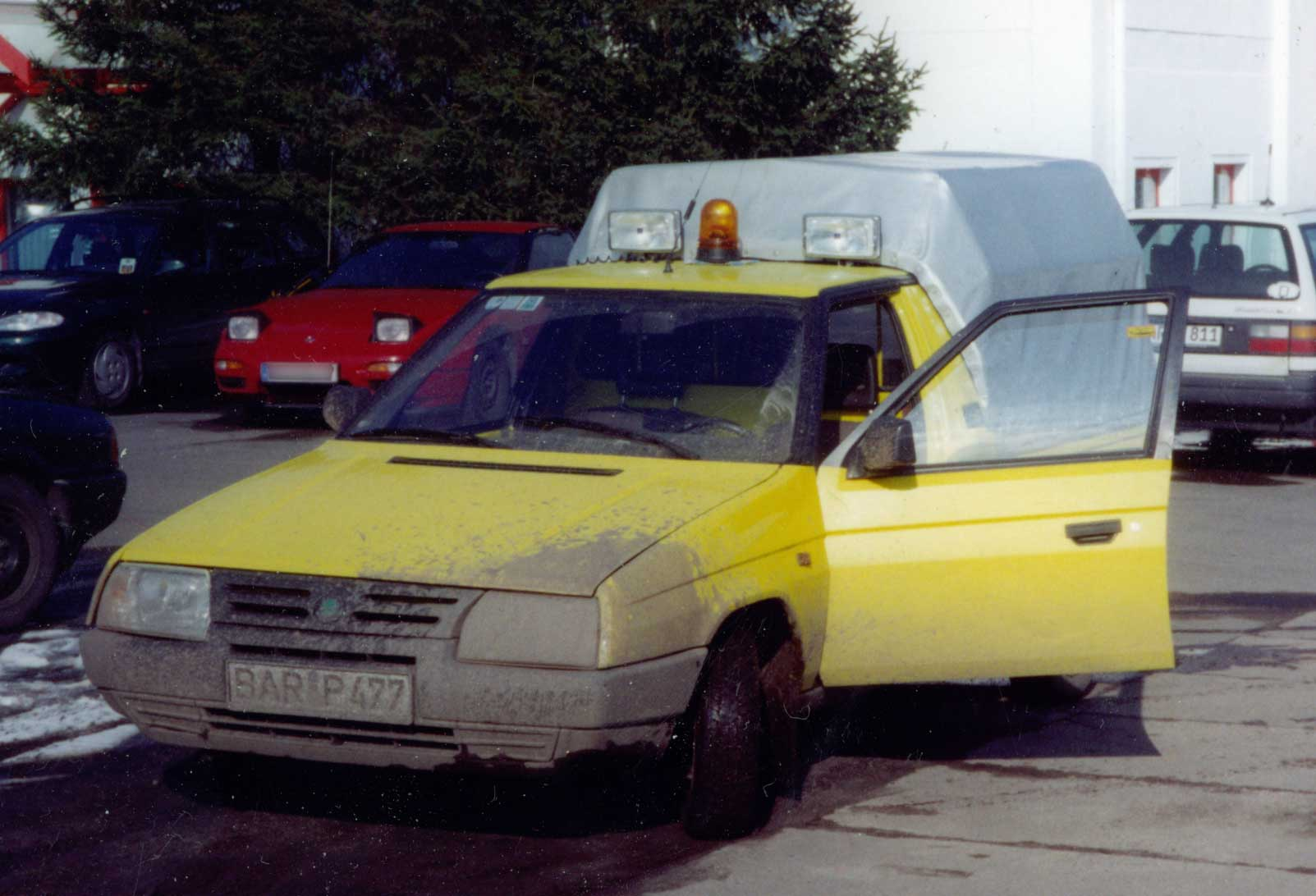
Škoda Favorit Pick-up
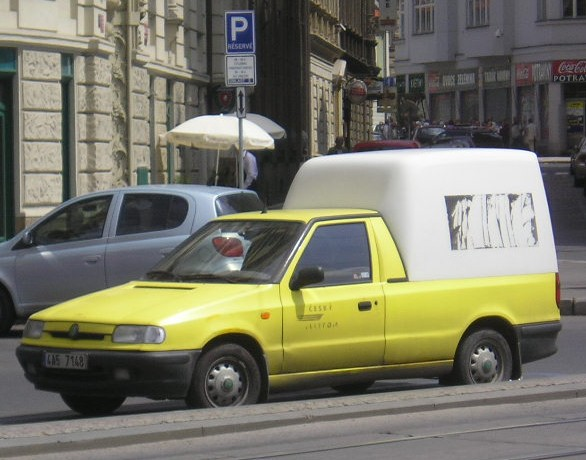
Škoda Felicia Pick-up